# Gonomyia (Leiponeura) leucomelania
Gonomyia (Leiponeura) leucomelania is een tweevleugelige uit de familie steltmuggen (Limoniidae). De soort komt voor in het Oriëntaals gebied.